# Montréal, arts interculturels
Montréal, arts interculturels (MAI) és un organisme cultural pluridisciplinari de Mont-real, la ciutat més gran de la província del Quebec (Canadà), creat l'any 1999.
El MAI és una organització sense ànim de lucre que té com a missió donar suport i promoure pràctiques artístiques interculturals per tal de permetre un diàleg entre cultures a Mont-real. El MAI subvenciona i presenta projectes de dansa, teatre, arts visuals i de mitjans de comunicació, paraula parlada, etc. Acompanya artistes emergents o establerts i dona suport especialment a artistes de procedències culturals diverses. L'organització compta amb un teatre, una galeria, una cafeteria i dues sales d'assaig.

## Història
El 1990 es va crear el "Regroupement pour le développement des pratiques artistiques interculturelles". L'any 1989 el grup va decidir treballar en la creació d'un nou espai cultural a Mont-real, i va ser a Milton Parc, al carrer Jeanne-Mance, on es va establir el MAI el 1999. L'organització llavors tenia un cafè, una galeria i dues sales d'assaig. El 2005, el MAI va inaugurar el seu programa d'acompanyament d'artistes, que es canviarà el nom de “Complices” el 2018. Inicialment, el programa s'adreçava principalment a artistes indígenes i culturalment diversos, però el programa s'ha ampliat progressivament fins a incloure artistes amb discapacitat, de minories lingüístiques o comunitats LGBTI.

## Missions
La missió principal del MAI és fomentar el diàleg presentant enfocaments artístics interculturals sobre temes d'identitat, gènere, orientació sexual, religió, etc. Així, l'organització té dues missions principals. El primer és acompanyar als artistes en el seu desenvolupament i/o promoció per estimular produccions híbrides i enfocaments transversals, multidisciplinaris i interculturals. La segona missió té com a objectiu adreçar-se a un públic variat i proposar una programació i tallers inclusius tant per a coneixedors com per a neòfits. Per fer-ho, el MAI proposa programes d'acompanyament i un programa anual. Davant la manca de diversitat cultural a les arts contemporànies al Quebec, la MAI també ha presentat les arts contemporànies de les comunitats negres.

## Programació
El MAI proposa cada any una programació de temporada amb una vintena d'artistes. El programa inclou exposicions (una mitjana de quatre per any), dansa, música i altres actuacions al teatre MAI i espectacles presentats fora dels murs en col·laboració amb altres espais culturals de Mont-real. Diversos artistes que han guanyat notorietat al Quebec, al Canadà i, de vegades, a nivell internacional han format part de la programació en anys anteriors, com ara Manuel Mathieu, Hannah Claus, Jean-Daniel Rohrer, Dana Michel, Su-Feh Lee, Daina Ashbee, The Dancers of Damelahamid. En els darrers anys, les dificultats per als artistes estrangers per entrar al Canadà han causat alguns problemes a l'organització.